# Rafał Synówka
Rafał Synówka (ur. 22 marca 1975 w Stargardzie Szczecińskim) – polski aktor dziecięcy występujący w produkcjach filmowych i telewizyjnych w latach 80. XX wieku.

## Biografia
Rafał Synówka urodził się 22 marca 1975 w Stargardzie Szczecińskim. W 1987 wystąpił w filmie Zero życia w reżyserii Rolanda Rowińskiego. W tym samym roku wcielił się w rolę Jurka Ostrowskiego w filmie Cienie w reżyserii Jerzego Kaszubowskiego. W 1988 roku zagrał Zenobiego Bi u boku Jacka Chmielnika w serialu telewizyjnym Przyjaciele wesołego diabła oraz w filmie przygodowym Bliskie spotkania z wesołym diabłem w reżyserii Jerzego Łukaszewicza. W 1990 roku aktorowi przyznano Poznańskie Koziołki dla najlepszego odtwórcy roli dziecięcej podczas 11. Festiwalu Filmów dla Dzieci i Młodzieży w Poznaniu.